# Siayan Island
Siayan ist eine Insel in der Provinz Batanes auf den Philippinen. Regional ist die Insel auch unter dem Namen Stayan Island bekannt. Sie gehört zu den Batan-Inseln und liegt etwa 295 km vor der Nordküste der Insel Luzon, in der Luzonstraße. Die Insel hat eine Fläche von circa 0,7 km² und gehört zum Verwaltungsgebiet der Stadtgemeinde Itbayat, und darin zum Barangay Marapuy (Santa Maria).
Siayan ist unbewohnt und hat eine rundlich-ovale Form mit einer Länge von circa 1,1 km und einer Breite von circa 0,7 km. Sie ist ein inzwischen erloschener Vulkan, der circa 165 Meter sich über den Meeresspiegel erhebt. Die Küstenlinie der Insel wird durch einen Wechsel von steilen Felskliffen und weißen Sandstränden gebildet. Der Pflanzenwuchs der Insel besteht aus dichter tropischer Vegetation und wird von Palmendieben, Ameisen und Vögeln besiedelt. Menschliche Siedlungsspuren wurden bei den archäologischen Ausgrabungen von 2002 bis 2004 auf der Insel entdeckt, diese belegen, dass die Insel bis vor 1.300 Jahren bewohnt war.
Nördlich liegt Mabudis Island in circa 4 km, südlich liegt Itbayat Island in 8 km (Nordküste), südöstlich liegt Diogo Island in circa 33 km und Batan Island in circa 76 km Entfernung von der Insel. Die nördlichste Insel der Philippinen Y'Ami Island liegt in 34 km Entfernung.